# Lucky (Disney)
Pour les articles homonymes, voir Lucky.

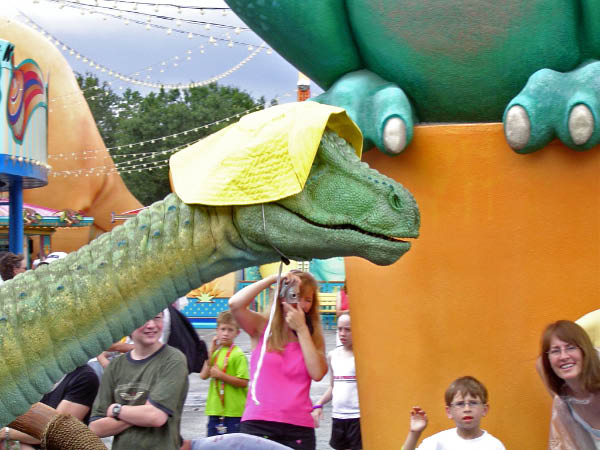
Le dinosaure Lucky dans le parc d'attractions « Walt Disney World » (11 juin 2005)

Lucky est un dinosaure audio-animatronic de Disney présenté comme une attraction dans plusieurs parcs Disney. Le dinosaure est un ornithopode de 2,4 m de haut de couleur verte tractant une charrette remplie de fleurs. Il est accompagné d'un « dresseur de dinosaures » nommé Chandler ou  Dr. Woodson.
Chacune des apparitions est comparable aux rencontres avec les autres personnages de Disney, soit environ 30 minutes. Elles ont un scénario assez précis :

Au début Lucky est caché par des tentures et seule sa tête apparaît. Il joue les timides avant de sortir puis exécute quelques « tours » à la demande de son dresseur mais est assez dissipé, un bruit ou un avion dans le ciel le divertit. Ensuite les visiteurs peuvent approcher l'animal, un par un. L'animal se montre alors tendre, taquin ou enjoué selon la personne.

## La technologie
Le concept de l'attraction découle d'un programme de Walt Disney Imagineering nommé Living Characters dont la première étape a consisté à installer en 2002 au sein du Tomorrowland de Disneyland des téléphones avec au bout du fil le personnage de Stitch, suivi par d'autres réalisations comme Turtle Talk with Crush.
La technologie en elle-même est assez simple : un audio-animatronic dont le fonctionnement est similaire à celui de robots comme ASIMO. Mais ici les recherches de Walt Disney Imagineering ne portaient pas sur la location à proprement parler mais la précision de la gestuelle et des mimiques.
Le robot se déplace grâce à deux pattes caractéristiques des dinosaures bipèdes. Il tracte un charrette « remplie » de fleurs cachant les batteries et l'ordinateur. Sa peau a été conçue par la Jim Henson's Creature Shop afin d'avoir une texture douce pour le toucher des visiteurs.
Les poids et dimensions de Lucky sont les suivantes :
- Poids (dinosaure seul) : 208 kg
- Hauteur (tête levée) : 2,7 m
- Longueur : 3,6 m

## Les apparitions
La première apparition eut lieu le 28 août 2003 à Los Angeles devant le Natural History Museum à côté des deux dinosaures en bronze de l'entrée. C'était lors d'une conférence de presse de Walt Disney Imagineering à laquelle une classe de 19 enfants d'une école de North Hills (Californie) était invitée. Bruce Vaughn vice-président de WDI, annonça que Lucky serait présent durant 2 semaines au Disneyland Resort.

### Phase de test à Disney's California Adventure
Le 29 août 2003, il fut présenté dans la zone Hollywood Pictures Backlot de Disney's California Adventure mais un problème technique imposa l'arrêt des représentations. Elles reprirent la semaine suivante, du 2 au 4 septembre 2003, puis du 8 au 12 septembre.
Plusieurs fois par jour, Chandler suivi de Lucky apparaissaient à proximité de la défunte attraction Superstar Limo.

### Disney's Animal Kingdom
Les apparitions suivantes n'eurent lieu qu'en 2005. Après une première apparition le 20 avril 2005, Lucky fut présenté avec un nouveau « dresseur » nommé Dr. Woodson du 5 mai au 28 juillet 2005 dans la zone Chester & Hester's Dino-Rama.

### Hong Kong Disneyland
En raison du faible nombre d'attractions dans le parc, la direction de Walt Disney Parks and Resorts décida de déménager le dinosaure dans le parc chinois Hong Kong Disneyland.